# Hockey Club Lev
L'Hockey Club Lev è una squadra di hockey su ghiaccio professionistica che ha giocato nella Kontinental Hockey League (KHL). È stata la prima squadra a partecipare alla KHL con sede in una nazione non facente parte delle repubbliche dell'Unione Sovietica. Dopo aver giocato la loro prima stagione a Poprad, in Slovacchia, dalla stagione 2012-2013 il Lev si è trasferito a Praga, in Repubblica Ceca.

## Storia
La squadra era originariamente chiamata Lev Hradec Králové e doveva essere basata a Hradec Králové, in Repubblica Ceca. Il Lev doveva entrare nella KHL già durante la stagione 2010-2011, dato che soddisfaceva tutte le condizioni necessarie per l'iscrizione al torneo. Tuttavia, la Federazione di hockey ghiaccio ceca (Český svaz ledního hokeje) rifiutò il permesso al club di iscriversi alla KHL. A causa di ciò, il management dei Lev decise di spostare il club in Slovacchia, per poter così partecipare alla KHL senza veto alcuno. Tuttavia, dopo un primo nulla osta da parte della KHL, la stessa Lega escluse la squadra dall'iscrizione poiché il Lev non era membro di alcuna Federazione hockeystica nazionale. 	
Saltata così l'iscrizione alla stagione 2010-2011, dopo numerosi sforzi, tra cui quello della Federazione di hockey slovacca (SZĽH), l'HC Lev fu ufficialmente ammesso alla KHL nel maggio 2011, così la squadra poté iscriversi alla KHL a partire dalla stagione 2011-2012. Il Lev si stabilì a Poprad dove condivise lo stadio Zimný štadión mesta Poprad con la squadra dell'HK Poprad, che giocava invece nell'Extraliga slovacca.

### La stagione a Poprad
Il 30 giugno 2011, cioè quasi due mesi dopo essere stati ufficialmente ammessi alla KHL, il Lev annunciò l'acquisto dei primi cinque giocatori. Nel roster finale, la maggioranza dei giocatori erano di nazionalità slovacca e ceca. Come capo allenatore fu nominato il ceco Radim Rulik e come capitano della squadra fu nominato lo slovacco Lubos Bartecko.
L'inizio della stagione regolare del Lev era stato pianificato per il 10 settembre 2011 con una partita casalinga contro l'Avangard Omsk, ma a causa del disastro aereo della Lokomotiv Jaroslavl, l'inizio della stagione fu rinviato, la prima partita in KHL fu così disputata il 12 settembre contro il Metallurg Magnitogorsk. Per la prima vittoria bisognò aspettare la sesta partita, il 26 settembre, quando l'HC Lev batté per 2-0 la Dinamo Riga. 	
Al termine della stagione regolare il Lev non riuscì a qualificarsi per i playoff e concluse la stagione al 21º posto, frutto di 54 punti in 54 partite. Top scorer della squadra sarà il capitano Lubos Bartecko con 29 punti (16 gol e 13 assist).

### Trasferimento a Praga

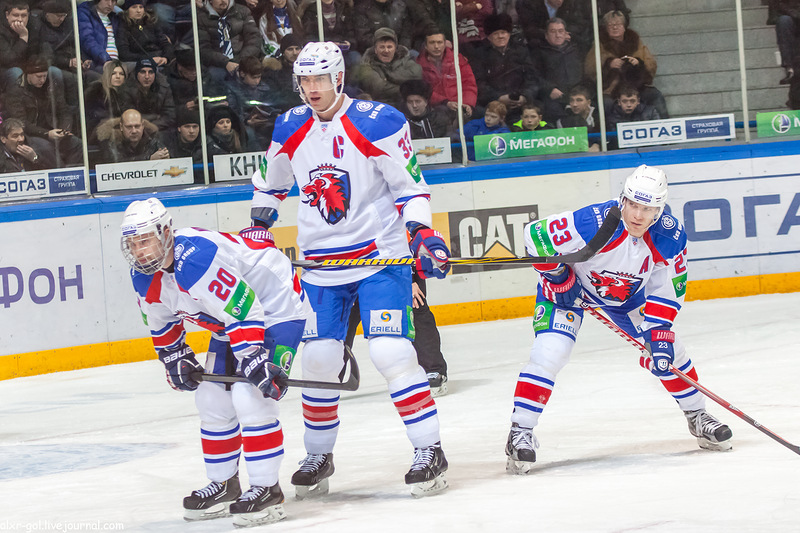
Partita Amur—Lev Praga del 2 dicembre 2012

Dopo la stagione 2011–12 vennero fatte delle supposizioni su di un possibile trasferimento a Praga, dove la squadra avrebbe potuto giocare nell'O2 Arena con una capacità di quasi 18.000 posti. Il 29 marzo 2012, la federazione di hockey ceca (ČSLH) dà finalmente l'autorizzazione all'HC Lev di poter giocare la KHL in cechia. Il 24 aprile l'HC Lev chiede quindi alla KHL di poter giocare non più a Poprad ma a Praga. Accettato il trasferimento da parte della KHL, lo stadio non sarà comunque la O2 Arena come supposto in un primo momento, ma la Tesla Arena, impianto che verrà condiviso con lo Sparta Praga, squadra che è anche farm team dell'HC Lev.

### L'abbandono della KHL
Il club dovette abbandonare la KHL nel 2014 a seguito di problemi finanziari.

## Stadio
Il HC Lev dal 2012 gioca le partite casalinghe alla Tesla Arena che ha una capienza di 13 995 spettatori. Lo stadio è condivisco con la squadra dello Sparta Praga, che gioca nella Extraliga ceca.
Nella stagione trascorsa a Poprad il Lev ha condiviso con l'HK Poprad, squadra che gioca nella Extraliga slovacca, lo Zimný štadión mesta Poprad che ha una capienza di 4 464 spettatori.

## Farm Team
Le squadre affiliate dell'HC Lev sono state:
| 2011-2012     | Poprad (Extraliga slovacca)   |
| 2012-presente | Sparta Praga (Extraliga ceca) |
| 2012-presente | Litomeric (1. liga)           |

| 2011-2012 | Tatranskí Vlci (MHL) |

## Giocatori

### Capitani
Lista dei giocatori nominati capitano dell'HC Lev. La lista comprende i giocatori che hanno svolto questo ruolo anche durante la stagione a Poprad.
- Lubos Bartecko (2011–2012)
- Jiri Novotny (2012–presente)

## Allenatori
Lista di tutti gli allenatori che sono stati nominati head cosch dell'HC Lev. Questa lista comprende anche gli allenatori che hanno svolto questo ruolo durante la stagione a Poprad.
 Radim Rulik (2011–2012)
 Josef Jandac (2012)
 Jiri Kalous (2012, Iterim)
 Vitaly Karamnov (2012, Iterim)
 Vaclav Sykora (2012-2013)
 Kari Jalonen (2013-Presente)

## Statistiche

### Di squadra
- Stagioni in KHL: 2
- Partite disputate: 106
- Partite vinte: 36
- Partite vinte OT: 4
- Partite perse: 52
- Partite perse OT: 14
- Goal Fatti: 257
- Goal Subiti: 295

Playoff

- Edizioni playoff: 1
- Partite disputate: 4
- Partite vinte: 0
- Partite vinte OT: 0
- Partite perse: 2
- Partite perse OT: 2
- Goal Fatti: 6
- Goal Subiti: 11

- Maggior numero di vittorie: 23 (2012–2013)
- Maggior numero di sconfitte: 29 (2011–2012)
- Maggior numero di punti: 76 (2012–2013)
- Minor numero di punti: 54 (2011–2012)
- Maggior numero goal fatti: 132 (2012–2013)
- Minor numero goal fatti: 125 (2011–2012)
- Maggior numero goal subiti: 162 (2011–2012)
- Minor numero goal subiti: 133 (2012–2013)

## Roster
Aggiornato al 9 aprile 2013
| N. | Naz.                  | Ruolo | Nome                | Anno | Alt. | Peso | Tiro |
| -- | --------------------- | ----- | ------------------- | ---- | ---- | ---- | ---- |
| 2  | Rep. Ceca (bandiera)  | P     | Ondrej Kocian       | 1991 | 175  | 76   | L    |
| 42 | Rep. Ceca (bandiera)  | P     | Tomas Popperle      | 1984 | 185  | 85   | L    |
| 31 | Rep. Ceca (bandiera)  | P     | Jakub Štěpánek      | 1986 | 187  | 77   | L    |
| 91 | Rep. Ceca (bandiera)  | D     | Jakub Krejčík       | 1991 | 187  | 87   | L    |
| 95 | Finlandia (bandiera)  | D     | Sami Lepisto        | 1984 | 185  | 88   | L    |
| 66 | Slovacchia (bandiera) | D     | Juraj Mikus         | 1988 | 194  | 91   | L    |
| 94 | Finlandia (bandiera)  | D     | Mikko Maenpaa       | 1983 | 178  | 79   | L    |
| 92 | Rep. Ceca (bandiera)  | D     | Jakub Nakládal      | 1987 | 187  | 90   | R    |
| 63 | Rep. Ceca (bandiera)  | D     | Ondřej Němec - A    | 1984 | 182  | 90   | L    |
| 74 | Canada (bandiera)     | D     | Nathan Oystrick     | 1982 | 183  | 95   | L    |
| 25 | Svezia (bandiera)     | D     | Mathias Porseland   | 1986 | 188  | 87   | R    |
| 23 | Slovacchia (bandiera) | A     | Ľuboš Bartečko - A  | 1976 | 183  | 86   | L    |
| 16 | Rep. Ceca (bandiera)  | A     | Michal Birner       | 1986 | 183  | 91   | L    |
| 61 | Canada (bandiera)     | A     | Erik Christensen    | 1983 | 185  | 87   | L    |
| 62 | Slovacchia (bandiera) | A     | Lukáš Cingel        | 1992 | 186  | 88   | L    |
| 47 | Lettonia (bandiera)   | A     | Mārtiņš Cipulis     | 1980 | 181  | 85   | L    |
| 44 | Svezia (bandiera)     | A     | Nicklas Danielsson  | 1984 | 184  | 83   | R    |
| 11 | Svezia (bandiera)     | A     | Richard Gynge       | 1987 | 186  | 89   | R    |
| 81 | Slovacchia (bandiera) | A     | Marcel Hossa        | 1981 | 187  | 100  | L    |
| 75 | Russia (bandiera)     | A     | Vitaly Karamnov     | 1989 | 186  | 90   | R    |
| 21 | Rep. Ceca (bandiera)  | A     | Jakub Klepiš        | 1984 | 186  | 95   | R    |
| 17 | Lettonia (bandiera)   | A     | Aleksandrs Nizivijs | 1976 | 177  | 77   | R    |
| 12 | Rep. Ceca (bandiera)  | A     | Jiří Novotný - C    | 1983 | 188  | 97   | R    |
| 30 | Rep. Ceca (bandiera)  | A     | Tomáš Rachůnek      | 1991 | 183  | 88   | R    |
| 26 | Rep. Ceca (bandiera)  | A     | Michal Řepík        | 1988 | 179  | 82   | R    |
| 64 | Rep. Ceca (bandiera)  | A     | Jiri Sekac          | 1992 | 187  | 80   | L    |
| 43 | Slovacchia (bandiera) | A     | Tomas Surovy        | 1981 | 184  | 98   | L    |
| 20 | Rep. Ceca (bandiera)  | A     | Petr Vrána          | 1985 | 177  | 83   | L    |

Legenda: P = Portiere, D = Difensore, A = Attaccante, L = sinistra, R = destra

### Staff Tecnico
Aggiornato al 18 novembre 2012
| Allenatore:              | Vaclav Sykora   |
| Assistente allenatore:   | Jiri Kalous     |
| Assistente allenatore:   | Vitaly Karamnov |
| Allenatore dei Portieri: | Rostislav Haas  |
| Preparatore atletico:    | Marian Voda     |

## Palmarès

### Competizioni nazionali
- KHL Western Conference: 1

2013-2014